# Filozofia religii
Filozofia religii – dział filozofii zajmujący się religią, Bogiem i zakładanymi przez religie faktami, bytami czy spodziewanymi wydarzeniami.

## Dziedziny filozofii religii
- teologia filozoficzna,
- teoria poznania religijnego, zwana również epistemologią religii,
- zagadnienia eschatologiczne.

## Sposoby filozoficznej refleksji nad religią
- Metafizyczny (inaczej: perspektywa ontologiczna). Refleksja nad naturą religii jako bytu samego w sobie: św. Tomasz z Akwinu, Mieczysław Krąpiec.
- Fenomenologiczny. Poszukiwanie niezmiennej istoty religii: Max Scheler.
- Epistemologiczny. Refleksja nad religią jako sposobem opisywania świata: Richard Swinburne.
- Antropologiczny. Refleksja nad religią jako ludzką aktywnością, z perspektywy człowieka, jego stanu świadomości: David Hume, Ludwik Feuerbach, Karol Marks, Friedrich Nietzsche, William James.

W przeciwieństwie do teologii filozofia religii jako dziedzina wiedzy nie obliguje badacza do deklarowania swojego stanowiska względem instytucjonalnych prawd wiary, kryterium oceny zasadności poglądów jest filozoficzne (spójność logiczna), a nie konfesyjne (zgodność z dogmatami, treścią biblijnego objawienia).